# 時間の支配者
『時間の支配者』（じかんのしはいしゃ、中: 時間支配者）は、台湾出身作家の彭傑による漫画作品。前身は『ジャンプNEXT!2012SPRING』に掲載された読み切り『時間支配者』。中国の『漫画行』（2017年4月より『翻漫画』へ改題）雑誌にてNO6（2014年5月）より連載中。インターネットにおいては有妖気にて配信されている。
日本ではウェブ漫画サイト『少年ジャンプ+』（集英社）にて2015年3月26日より隔週木曜に配信されたが、中国側でまだ連載しているにもかかわらず、2018年2月15日配信分で終了した。

## あらすじ
人が過去を求めし時、時間を喰らう悪魔が現れる。それを討たんと「時間の支配者」は、時を操り戦い続ける。

## 登場人物

### 主要人物
ヴィクト・プーチン
声 - 福山潤 / 幼少期 - 劉セイラ
本作の主人公。霧の父親。後に第七神支『ACE支配者（エースルーラー）』に任命される。

ヴィクトの決め技。トランプを加速模式で放ち相手を倒す。様々な振り仮名が付けられる。
スロー・ハンド・ポーカー

FIVE CARD STUD（ファイブ・カード・スタッド）
ACE SHIELD
「絶対防御」と振り仮名が付く防御技。トランプを減速模式で固めて、相手の攻撃を防ぐ。
ACE SPRING
減速模式で固めたトランプを加速模式で弾き出す。

### クロノス
クロノス
組織の名前の由来となる時間の神。全宇宙の時間の流れを安定させる伝説の存在。
悪魔・計を数億年に渡って討伐した。しかし極少数の計が生き残ったため、計の掃討を子孫に託した。
アイスレーダー
声 - 伊藤静
クロノスの首領。時間の神クロノス唯一の正統なる末裔。

自身の体に加速模式をかけて、相手に高速で攻撃を叩き込む。
蟠龍回天（ばんりゅうかいてん）
八卦掌の「転掌」を利用した秘奥義。

#### 神属支配者
霧・プーチン
第三神支・水を支配する『澄水支配者（スプラッシュルーラー）』。#霧・プーチンを参照。
アミディオ
第四神支・土石を支配する『荒石支配者（ランドルーラー）』。
ブレイズから「アミ坊」と呼ばれ、ブレイズの事を「アニキ」と呼んでいる。
ブレイズ
第六神支・炎を支配する『爆炎支配者（フレイムルーラー）』。#ブレイズを参照。
ヴィクト・プーチン
第七神支・トランプを支配する『ACE支配者（エースルーラー）』』。#ヴィクト・プーチンを参照。
ミーナ・プーチン
第八神支・風を支配する『嵐華支配者（ストームルーラー）』。#ミーナ・プーチンを参照。
春嬌（チュンジャオ）
第九神支・『銀弾支配者（ブリットルーラー）』。
ジミー
第十神支・『聖光支配者（セイントルーラー）』。

### 計と計に関わった人物
焔皇（エンコウ）
計や計に関わった人間達が敬意を表する首領。
計を制御する指輪を人間に配ったりしている。人間なのか計なのか等の詳細が一切不明。
アイクス
声 - 中田譲治
ヴィクトの宿敵である白い計。巨大な眼に時計の羅針盤が刻まれており、その眼から口器が開かれる。人間態は白い長髪の男性。霧の見立てでは8000年級以上だが、新型の計測器で計ると、推定捕食時間は37600年。
長く人間の記憶を食べていく中で、「恐怖」と言う感情だけ理解するようになる。他の感情も理解しようと多くの実験と観察をするが理解できず、唯一理解できた「恐怖」を宝物だと言い張る。しかしミーナの想いを踏みにじる霧の姿を見て、新たに「怒り」を理解し始めている。
焔皇に仕えている一方で、死の淵にミーナに救われたためミーナのことを「主（あるじ）」として絶対的存在と崇め、ミーナの命令にも忠実に従う。
現在ヴィクトとは3度相対している。12年前の1度目でヴィクトの左胸を食らい、ヴィクトの時間流失の要因を作り出す。2度目には街を覆うほどの巨大な計の状態で現れて、自身がヴィクトの左胸に傷を付けた事を明かす。圧倒的な力を持ってヴィクトと霧を倒そうとするも、突如現れたミーナに邪魔される。その後仲間から制止されて撤退する。
3度目はクジュールの街にて人間態で登場。クジュールの街ごとの記憶を食っている事、人間の感情を理解しようと非道な実験を行っている事を明かす。ヴィクトにクジュールの時間をそのままにするか口器に攻撃してクジュールの時間を戻し両親と永遠の別れをするかの酷な選択を強いて、戦意を喪失させた後、現れたブレイズと交戦。ブレイズの大技を喰らっても、自身を食らって「攻撃を受ける前」の状態に戻すと言う荒業を見せつけて、ブレイズを追い詰める。しかしブレイズを救うため過去と決別することを決意したヴィクトのパンチを受けて、クジュールの時間を吐き出す。
その後加勢に現れた霧とミーナ合わせて4人と交戦する。4人を再び恐怖に陥れようとするが、それでも立ち向かってくる4人の攻撃を受けて、人間態の姿を解き真の姿を解放する。

人間態時に使用。手から球体の小型の口器を複数出して、四方八方から時間を食らう。
失滅の黒翼（ガスターズ・イヴィル）
人間態時に使用。自身の胃液を体外に出して翼状にしたもの。触れたものは即消滅してしまう。胃液は変幻自在で、強力な鎧にもなる。
しかし「減速模式」によって、消化は遅れてしまう。
視嚼光（ガスタース・レイ）
真の姿時に使用。掌にある眼で見たものの時間を消失させる。

### クジュールの住人
イフ・プーチン
声 - 大原さやか
ヴィクトの母親。既に故人だが、街全体が時間を逆流しているクジュールにて、生きた姿で逢う。
身体が弱く、貧血性の心臓病を患っている。
アレクサンダー・プーチン
声 - 井上和彦
ヴィクトの父親。息子いわく、お人よし。ヴィクトが無精ひげを生やして眼鏡をかけた風貌をしている。イフ同様、既に故人だが、街全体が時間を逆流しているクジュールにて、生きた姿で逢う。
クジュール唯一の医者だが、実は無免許医。

### セン信村の住人
ロジー
セン信小学校校長兼先生。12年前のヴィクトを知っている。

## 用語

### クロノス関連
クロノス
計に対抗するための秘密結社。
神属支配者
通称『神支』。支配の強度、戦術運用など各項目の素養を総合的に考慮かつ判断され、クロノス首領・アイスレーダーが認定するトップ12名の精鋭たち。
計討伐の7割以上を手柄としており、世界各地に分散した各自が任務に就いている。その中には、討伐数だけならアイスレーダーを超える猛者もいる。

UNIQUE（ユニーク）
ヴィクトが持つ世界で唯一のオリジナル。時の契はこれを基に生み出される。
生物の時をも支配できる強力なもので、ヴィクトはこれを左胸に埋めて時間流出を食い止めている。
もとはアイスレーダーの所有物で、彼女が2200年前の計討伐で紛失した際に損傷した。そのせいで当初、ヴィクトは『加速模式』を使用するたびに自身の時間を流出するリスクを負っていた。しかし、ヴィクトがクロノス本部に訪れた際にアイスレーダーによって修復され、そのリスクもなくなった。
時の契（ときのちぎり）
時間の支配者たちが計に対抗するために開発した技術。『減速模式（スローダウン）』と『加速模式（スピードアップ）』を併せて戦う。UNIQUEを基にした量産用の複製品。
当初、ヴィクトと霧が持っていた旧型は減速と加速の同時発動が不可能だったが、クロノスの技術部門が改良を施した新型はそれが可能となった結果、強力な攻撃を放てるようになる。

### 計関連
計
人間の時間を主食にする悪魔。容姿は不定で、さまざまな姿をしたものが存在する。
人間たちの「過去に戻りたい」という後悔の気持ちに引き寄せられ、時間遡行の願いを叶えるように見せかけて彼らの時間を飲み込んでいる。時間を遡行されてすべてを失った人間は、消滅してしまう。
飲み込んだ時間の量に比例して人間の「記憶」に影響を受け、次第に意識が芽生える。1000年以上から動物並となり、5000年以上になると人類の言葉を理解して会話可能となる。

## 書誌情報
- 彭傑 『時間の支配者』 集英社〈ジャンプ・コミックス〉、既刊2巻（2017年7月4日現在）
  1. 2017年7月4日発売[2]、ISBN 978-4-08-881132-1
  2. 2017年7月4日発売[3]、ISBN 978-4-08-881133-8

## テレビアニメ
2017年7月より同年9月まで、TOKYO MXほかにて全13話が放送された。
物語はクジュールでのアイクス戦までが描かれているが、アイクスの設定や雷虎の交戦など、一部は改変されている。
グッドスマイルカンパニーが関わっていることから、同社の人気キャラクターであるうーさーが毎回の背景などに登場している。

### スタッフ
- 原作 - 彭傑[1]
- 監督 - 松根マサト[1]
- 助監督 - 写楽斎[1]
- シリーズ構成 - 横手美智子[1]
- キャラクターデザイン - 飯島弘也[1]
- メインキャラクターデザイン補佐 - 武智敏光[1]
- サブキャラクターデザイン補佐 - 滝吾郎
- プロップデザイン - 宮川治雄[1]
- 色彩設計 - 長澤諒司[1]
- 美術設計 - バーンストーム・デザインラボ[1]
- 美術監督 - 池田裕輔[1]
- 3DCGI - バンブーマウンテン[1]
- 撮影監督 - 高津純平[1]
- 編集 - 長谷川舞
- 音響監督 - 郷文裕貴[1]
- 音楽 - Evan Call[1]
- 音楽制作 - NBCユニバーサル・エンターテイメント、ランティス
- プロデューサー - 郭震、文静、鄭翰豊、梁菊清
- クリエイティブプロデューサー - 里見哲朗
- アニメーションプロデューサー - 糀谷智司
- アニメーション制作 - project No.9[1]
- 製作 - 「時間の支配者」製作委員会（合一信息技術（北京）有限公司、翻翻動漫集団）[1][6]

### 主題歌
「RULER GAME」
オープニングテーマ。作詞はtakao、松井洋平、作曲・編曲は鳴風、歌はFo'xTails。
「時間は窓の向こう側」
エンディングテーマ。作詞・歌はやなぎなぎ、作曲・編曲はbermei inazawa。

### 各話リスト
| 話数       | サブタイトル | 脚本       | 絵コンテ                     | 演出                | 作画監督                                                  | 総作画監督               |
| ---------- | ------------ | ---------- | ---------------------------- | ------------------- | --------------------------------------------------------- | ------------------------ |
| episode 01 | 存在と虚無   | 横手美智子 | 松根マサト 中山岳洋 渡辺純央 | 矢野孝典            | 大野勉 服部憲知                                           | 滝吾郎                   |
| episode 02 | 記憶と想起   | 横手美智子 | 小川優樹 渡辺純央            | 小川優樹            | 久松沙紀 藤田正幸 細田沙織                                | 丸山修二                 |
| episode 03 | 偶像の黄昏   | 吉野弘幸   | 渡辺純央                     | ながはまのりひこ    | 志賀道憲 青木真理子 笠野充志 服部憲司 河原久美子 中山岳洋 | 滝吾郎                   |
| episode 04 | 不安の概念   | 吉野弘幸   | 中山岳洋                     | 安藤貴史            | 星野玲香 飯飼一幸 片山敬介 藤田幸一 中島美子              | 丸山修二                 |
| episode 05 | 善悪の彼岸   | 吉野弘幸   | 渡辺純央                     | 熊谷雅晃 佐々木純人 | 谷口繁則 野村美織 佐藤弘明 前場建次 今泉竜太 冨田佳亨     | 丸山修二                 |
| episode 06 | 意思と表象   | 吉野弘幸   | 坂田純一                     | ふくだのりゆき      | ふくだのりゆき 相澤歩                                     | 滝吾郎                   |
| episode 07 | 哲学の貧困   | 松根マサト | 渡辺純央                     | 伊部勇志            | 服部憲司 原田幸枝 中山岳洋 松本昌代 劉雲留                | 丸山修二                 |
| episode 08 | 事実と虚構   | 横手美智子 | 黒田晃一郎 渡辺純夫          | 黒田晃一郎          | 山田勝 出野善則 劉雲留                                    | 滝吾郎                   |
| episode 09 | 責任と原理   | 横手美智子 | ながはまのりひこ 渡辺純央    | ながはまのりひこ    | 大野勉 青木真理子 日向正樹 桜井木の実                     | 丸山修二                 |
| episode 10 | 推測と反駁   | 横手美智子 | 下司泰弘                     | 矢野孝典            | 李少雷 STUDIO MASSKET 劉雲留                              | 丸山修二                 |
| episode 11 | 自我の超越   | 横手美智子 | 中山岳洋                     | 久保太郎            | 小川みずえ 日向正樹 劉雲留                                | 滝吾郎                   |
| episode 12 | 過程と実在   | 横手美智子 | 小川優樹                     | 安藤貴史 戸澤俊太郎 | 中村翠 久松沙紀 細田沙織 藤田正幸                         | 丸山修二                 |
| episode 13 | 幻想の未来   | 横手美智子 | 渡辺純央                     | 渡辺純央            | 柳孝相 橋本純一 劉雲留 日向正樹 伊藤麻由加                | 飯島弘也 丸山修二 滝吾郎 |

### 放送局
| 放送期間               | 放送時間                     | 放送局     | 対象地域 | 備考                  |
| ---------------------- | ---------------------------- | ---------- | -------- | --------------------- |
| 2017年7月8日 - 9月30日 | 土曜 0:30 - 1:00（金曜深夜） | TOKYO MX   | 東京都   |                       |
|                        |                              | BS11       | 日本全域 | BS放送 / 『ANIME+』枠 |
|                        |                              | サンテレビ | 兵庫県   |                       |
|                        |                              | KBS京都    | 京都府   |                       |

| 配信開始日    | 配信時間                     | 配信サイト                                                                  |
| ------------- | ---------------------------- | --------------------------------------------------------------------------- |
| 2017年7月8日  | 土曜 12:00 更新              | dアニメストア                                                               |
| 2017年7月12日 | 水曜 12:00 更新              | Amazonビデオ Amazonプライム U-NEXT アニメ放題 Rakuten SHOWTIME ニコニコ動画 |
|               | 水曜 21:00 - 21:30           | AbemaTV                                                                     |
|               | 水曜 21:30 更新              | Abemaビデオ                                                                 |
| 2017年7月13日 | 木曜 0:30 - 1:00（水曜深夜） | ニコニコ生放送                                                              |

### BD
発売・販売元はグッドスマイルカンパニー。
| 巻 | 発売日         | 収録話         | 規格品番 |
| -- | -------------- | -------------- | -------- |
| 1  | 2017年9月29日  | 第1話 - 第3話  | G-93109  |
| 2  | 2017年10月27日 | 第4話 - 第8話  | G-93110  |
| 3  | 2017年12月8日  | 第9話 - 第13話 | G-93111  |